# Зимняя канавка
Зи́мняя кана́вка — канал в Центральном районе Санкт-Петербурга, соединяющий Неву и Мойку в районе Зимнего дворца.

## История

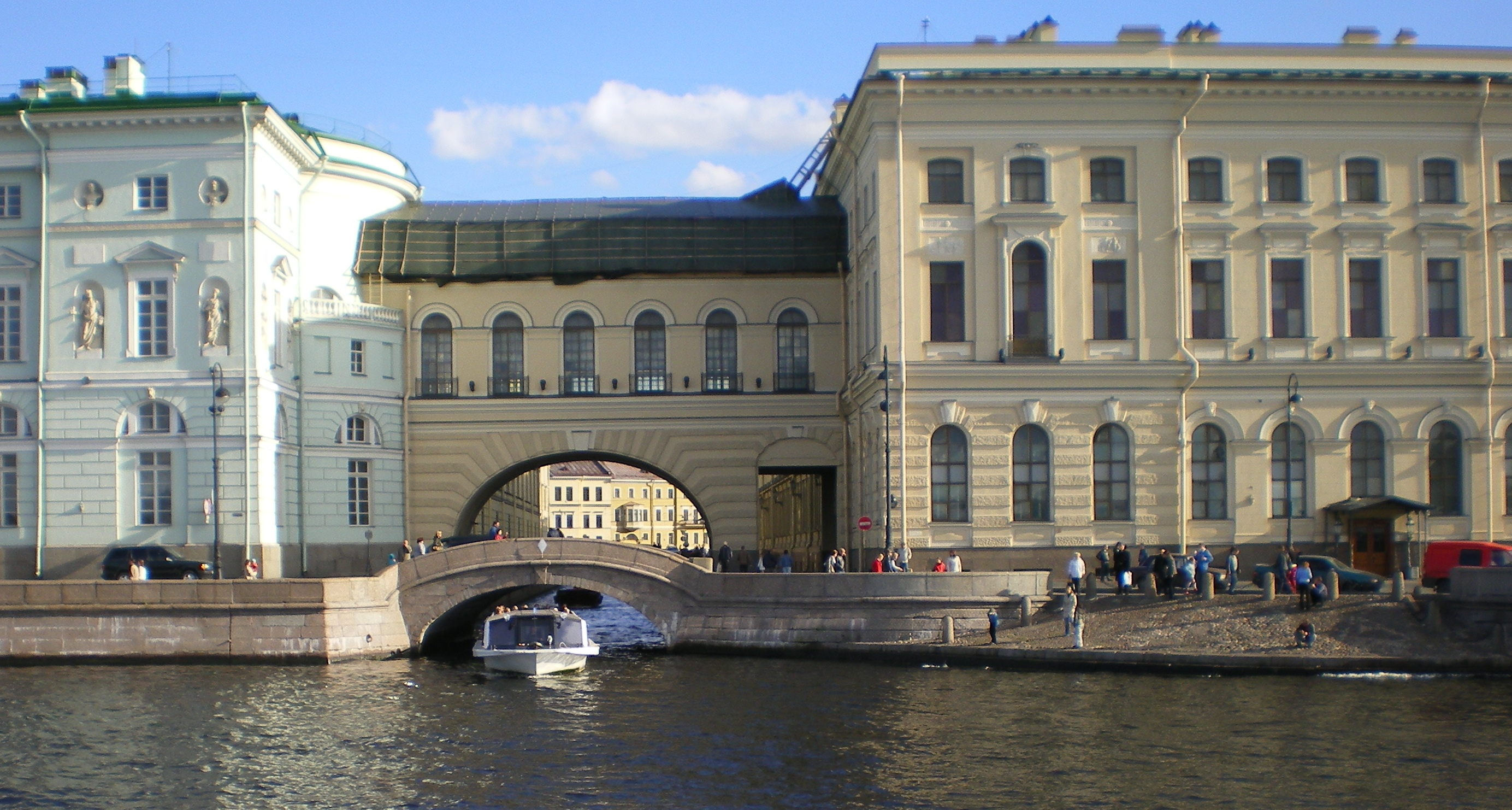
Вид с Невы

Небольшой канал, соединивший Неву и Мойку, был прорыт в 1718—1719 годах. Работами руководил известный строитель-подрядчик Василий Озеров. В 1720 году подпорная стенка у Палат Петра I была облицована камнем (проект архитектора Н. Ф. Гербеля, каменщики Ярославского уезда Иван Фёдоров и Борис Тиханов). Таким образом, эта часть набережной стала одной из первых каменных набережных в городе.
В 1783—1787 годах на месте Зимнего дворца Петра I было построено классицистическое трёхэтажное здание Эрмитажного театра, автором которого стал выдающийся архитектор Джакомо Кваренги. Одновременно с ним на противоположном берегу канала было завершено строительство Большого Эрмитажа (1771—1787, архитектор Ю. М. Фельтен). Два здания были связаны переходом на уровне второго этажа, опирающимся на мощную арку, перекинутую через канавку.
В 1782—1784 годах набережные канавки были закованы в традиционный для города гранит и украшены строгими решетками, выполненными по проекту скульптора И. Ф. Дункера.

### История названия
Первое название — Старый Дворцовый канал — было присвоено в 1738 году, однако фактически оно не употреблялось. В обиходе канал называли Зимнедомский (Зимнедворцовый) или просто Зимний. С 1768 года правый берег именовался Почтовой улицей, так как неподалёку, на нынешней Миллионной улице, располагался Почтовый двор, который в начале XIX века переехал в район нынешней Почтамтской улицы. Современная форма названия известна с 1801 года.

### Мосты через Зимнюю канавку
Первый деревянный подъёмный мост по голландскому образцу через канавку был перекинут в 1718—1720 годах, сразу после прорытия канала у Зимнего дворца Петра I.
Через небольшую Зимнюю канавку (её длина — 228 метров, а ширина не превышает 20 метров) перекинуто три моста: Первый Зимний, Второй Зимний и Эрмитажный, бывший Зимнедворцовый. Первый Зимний и Эрмитажный мосты были построены в XVIII веке, причем Эрмитажный мост стал первым каменным мостом в Петербурге. Второй Зимний мост был сооружён в 1960-х годах, но тем не менее он не производит впечатления современной конструкции, а напротив, полностью соответствует старинному стилю. Это было сделано специально, чтобы не разрушить атмосферу пушкинского Петербурга.

## Пир над Зимней канавкой
Чтобы соединить Эрмитажный театр с Большим Эрмитажем, через Зимнюю канавку была перекинута высокая арка, поддерживающая переход-галерею. Распространена следующая история, по-видимому, являющаяся историческим анекдотом. Когда галерея была построена, завистники попытались оклеветать архитектора Кваренги в глазах императрицы, и пустили слух, что арка очень непрочна и может упасть в любой момент. Екатерина, дабы развеять все домыслы, приказала устроить в галерее грандиозный пир со множеством приглашённых. Арка-мост, проект которой был тщательно продуман и рассчитан, выдержала празднество, после чего вопросы о её непрочности уже не обсуждались. Достоверность этой истории подвергается сомнению, как и сам факт сооружения арки архитектором Кваренги — современные источники единодушны в том, что арка построена другим архитектором — Ю. М. Фельтеном.

## Географические сведения
Длина 228 метров (один из самых коротких в городе каналов), ширина около 20 м.

## Интересные факты
- По сюжету оперы Петра Ильича Чайковского «Пиковая дама», в третьем действии Лиза бросается с Эрмитажного мостика в воды Зимней канавки, после того как от неё убегает помешавшийся на трёх картах Герман. Этот элемент сюжета отсутствует в повести Пушкина «Пиковая дама», и появляется под влиянием реального факта самоубийства некой Юлии Перовой, совершенного на этом месте на почве несчастной любви, и описанного в одной из петербургских газет 1868 года. В 1890 году П. И. Чайковский пересылает вырезку из газеты своему брату Модесту с просьбой включить самоубийство Лизы в либретто оперы[5]. Отсюда происходит второе популярное название этого моста — «Мостик Лизы».
- В 1987 году проводилась замена покрытия набережной. Вместо асфальта проезжая часть была вымощена перевезённой с площади Стачек[6] брусчаткой.

## Мосты
- Эрмитажный мост (по Дворцовой наб.)
- 1-й Зимний мост (по Миллионной ул.)
- 2-й Зимний мост по наб. р. Мойки